# Joonas Kokkonen
Joonas Kokkonen (ur. 15 listopada 1921 w Iisalmi, zm. 20 października 1996 w Järvenpää) – fiński kompozytor.

## Życiorys
Ukończył studia muzykologiczne na Uniwersytecie w Helsinkach (1948) oraz klasę fortepianu w Akademii Sibeliusa (1949). Występował jako pianista, pisał też krytyki muzyczne. Od 1950 roku był wykładowcą w Akademii Sibeliusa, w latach 1959–1963 profesorem kompozycji. Od 1965 do 1970 roku był przewodniczącym związku kompozytorów fińskich. W latach 1968–1988 prezes fińskiego stowarzyszenia ochrony praw autorskich TEOSTO.
Od 1963 roku członek Akademii Fińskiej. Otrzymał nagrodę muzyczną Rady Nordyckiej (1968) i Wihuri International Sibelius Prize (1973).

## Twórczość
Twórczość Kokkonena sytuuje się poza nurtami XX-wiecznego modernizmu. W zakresie kompozycji był autodydaktą, jego język muzyczny ukształtował się pod wpływem studiów nad dziełami J.S. Bacha oraz muzyki Brahmsa i Bartóka. W swojej twórczości nawiązywał do tradycji symfoniki Jeana Sibeliusa. Przejściowo posługiwał się techniką dodekafoniczną, nie wykraczając jednak poza ramy konwencji neoklasycznej.

## Wybrane kompozycje
(na podstawie materiałów źródłowych)

### Utwory orkiestrowe
- Muzyka na orkiestrę smyczkową (1957)
- 4 symfonie (1960, 1961, 1963, 1971)
- Sinfonia da camera na 12 instrumentów smyczkowych (1962)
- Opus sonorum (1964)
- Koncert wiolonczelowy (1967)
- Szkice symfoniczne (1968)
- Inauguratio (1971)
- ...durch einen Spiegel na 12 instrumentów smyczkowych (1977)
- Il Paessagio na orkiestrę kameralną (1986–1987)

### Utwory kameralne
- Trio fortepianowe (1948)
- Kwintet fortepianowy (1953)
- Duo na skrzypce i fortepian (1955)
- 3 kwartety smyczkowe (1959, 1966, 1976)
- Kwintet na instrumenty dęte (1973)
- Sonata na wiolonczelę i fortepian (1976)
- Improvvisazione na skrzypce i fortepian (1983)

### Utwory fortepianowe
- Sonatina (1953)
- Religioso (1956)
- 5 bagatel (1969)

### Utwory organowe
- Marsz weselny (1968)
- Marsz żałobny (1969)
- Lux aeterna (1974)
- Iuxta crucem (1979)

### Utwory na chór a cappella
- Sammakon virsi sateen aikana na chór męski (1963)
- Missa a cappella (1963)
- Laudatio Domini na chór mieszany (1966)
- Sormin soitti Väinämöinen na chór męski (1985)

### Utwory wokalno-instrumentalne
- Lintujen Tuonela na mezzosopran i orkiestrę (1959)
- Erekhteion na sopran, baryton, chór i orkiestrę (1969)
- Sub rosa na głos i fortepian (1973)
- Requiem: In memoriam Maija Kokkonen na sopran, baryton, chór i orkiestrę (1981)

### Opera
- Viimeiset kiusaukset (1973–1975, wyst. Helsinki 1975), z tego Interludia na orkiestrę (1977)